# هيبوتيا بيرتازي
هيبوتيا بيرتازي (Hypotia bertazii)
هو نوع من فراشات الأنوف تنتمي الي عائلة Hypotia. وصفه Turati في عام 1926، ومعروفه بتواجدها في ليبيا 